# Szojombo írás
A szojombó írás (soyangbu / svayambhu „önmagából eredő”) egy szótagírás, amelyet egykor a mongol nyelv leírására alkalmaztak.

## Története
A szojombót Dzanabadzar Gombodordzsin halha mongol főpap alkotta meg az indiai laňča írás alapján 1686-ban. Erre az írásra az indo-tibeti írásokhoz hasonlóan jellemző az a jelöletlensége és a szótagos helyesírás. A szótagvég mássalhangzóját kötött graféma alakjában illeszti a szótagkezdő graféma alá, annak függőleges eleméhez.
A szojombó írás vízszintesen, balról jobbra halad, de pecséteken a függőleges írásmódot alkalmazták. A szojombó írás alkalmas volt a mongolon kívül a tibeti és a szanszkrit leírására is.
A szojombó írás szövegkezdő jele része Mongólia zászlajának s legújabb címerének is.